# Lucero (metropolitana di Madrid)
Lucero è una stazione della linea 6 della metropolitana di Madrid. Si trova sotto al Camino de las Higueras, nel distretto Latina.

## Storia
La stazione è stata inaugurata il 10 maggio 1995 con il tratto che va dalla stazione di Laguna a quella di Ciudad Universitaria, che ha trasformato la linea 6 in una linea circolare.

## Accessi
Vestibolo Lucero
- Cebreros  Calle Cebreros, (angolo con Camino de las Higueras)
- Higueras  Camino de las Higueras, 49 (angolo con Calle Cebreros)
- Ascensor (Ascensore) Calle Cebreros, (angolo con Camino de las Higueras)